# 沈阳市白龙江小学
沈阳市白龙江小学始建于1947年，原为隶属于沈阳铁路分局的职工子弟小学，原名铁路二校，2004年9月23日铁路属地化移交，而后归属于皇姑区教育局，并更名为“白龙江小学”。